# 亞丁灣電鰩
亞丁灣電鰩（學名：Torpedo adenensis），又稱亞丁灣電鱝，為軟骨魚綱電鰩目電鰩科電鰩屬的一種。該物種第一批樣本是由前蘇聯科考船Stefanov於1989年採集的，並被 M.F.W. Marcelo R. de Carvalho 描述為一個新物種。斯特曼，L.G.馬尼洛 (Manilo)在2002年出版的科學雜誌《美國博物館見習者》(American Museum Novitates) 中發表了這一新物種。被IUCN列為瀕危保育類動物，分布於西印度洋亞丁灣海域，深度125至230公尺，本魚有一個厚的、近乎圓形的胸鰭盤，寬度大於長，前緣近乎筆直。眼睛相當小，有又大又圓的氣孔。每個氣門都有一個凸起的邊緣，沿著後緣有一系列微小的旋鈕狀乳狀辮，鼻孔周圍有褶皺，牙齒排列呈梅花形，上顎牙齒數量為33-47排，下顎牙齒數量為32-39排，每顆牙齒都有一個鋒利的牙尖，有五個彎曲的鰓縫。尾巴短而粗壯，兩側都有側向皮膚褶皺。腹鰭又長又窄，第一背鰭基部大致位於腹鰭基部後半部的上方，第二背鰭比第一背鰭小且角度更大。雌魚的背鰭頂端比雄魚更圓。尾鰭寬闊，呈三角形，體上部呈純紅至橙棕色，背鰭和尾鰭後緣非常薄，呈淺色。底面為淺奶油色，沿著胸鰭和腹鰭邊緣呈現深紅色，尾巴下方有斑點。，體長可達41公分，棲息在沙泥底質海域，為底棲性魚類，屬肉食性，體具有發電器官，可能用來防禦或捕食，卵胎生，生活習性不明。